# Fyzikální jednotka
Fyzikální jednotka je míra veličiny, definovaná a přijatá konvencí, jíž přisoudíme hodnotu 1, se kterou může být porovnávána jakákoliv jiná hodnota stejné veličiny vyjádřením podílu dvou hodnot jako čísla. Vztahy mezi veličinami vedly k nutnosti zavedení soustav jednotek. Měřicí jednotky veličin s rozměrem jedna jsou čísla.
Mezinárodně se v současné době používá soustava SI. V soustavě SI existuje 7 základních jednotek (metr, kilogram, sekunda, ampér, kelvin, mol a kandela), odvozené jednotky (získané ze základních jednotek), násobky a díly jednotek (získané předponami, např. kilometr, pikosekunda,…) a vedlejší jednotky (např. hodina, litr, minuta, elektronvolt, …).
Pro jednotky měření prostoru, objemu, hustoty apod., existují v současné době dva široce používané systémy: metrický a americký.
Metrický systém používají dnes všechny země kromě USA a jejich zámořských území a částečně i Spojené království. Tyto země používají Angloamerický měrný systém.
Z důvodu zjednodušení vzorců, které popisují fyzikální zákony, používají často fyzikové (zejména teoretici) tzv. přirozenou soustavu jednotek. Je volena tak, aby často užívané konstanty měly hodnotu 1, čímž ze vzorců vymizí, aniž by se tím změnila podstata vztahu. „Nejčistější“ takovou volbou jsou Planckovy jednotky, protože jsou založeny pouze na vlastnostech prázdného prostoru.

## Stručná historie a současný stav
Základem nejen vědy a techniky, ale v podstatě všech disciplín, je už od pradávna pozorování a měření množství a kvality (stanovení počtu zásob, množství úrody atp.). Aby bylo možné se o množství bavit, tak vnikly jednotky. Vážná snaha o unifikaci fyzikálních jednotek se začala objevovat v období francouzské revoluce. Historicky se ve vědě používaly různorodé, mnohdy i vzájemně nekonzistentní jednotky. V současnosti, kdy je mezinárodním standardem soustava SI, je situace lepší, ale stále nedokonalá.
Bude-li někdo chtít v Anglii v hospodě půllitr piva, dostane 1 pintu, tj. přibližně 0,47 litru piva.
Mezinárodní systém jednotek SI (Le Système International d'Unités“) je mezinárodní úmluvou o fyzikálních veličinách. Definuje 7 základních jednotek, ze kterých je možno všechny ostatní aritmeticky odvodit. Definice těchto jednotek a uchovávání případných etalonů garantuje Mezinárodní úřad pro míry a váhy (Bureau international des poids et mesures – BIPM) ve Francii.
V roce 1960 byla Soustava SI vyhlášena jako mezinárodně platná a začala být postupně implementována do právních řádů zemí. Nejprve měla 6 základních jednotek a od r. 1971 jich má 7 (přibyl mol). Garantem jednotek a etalonů v ČR je Český metrologický institut v Brně. V České republice jsou fyzikální jednotky řízeny vyhláškou Ministerstva průmyslu a obchodu České republiky.
Definovat fyzikální jednotku není jednoduché, ale ještě těžší je někdy vysvětlení samotné fyzikální veličiny. Čtenář se sám může zamyslet jak definovat čas.

## Převody jednotek

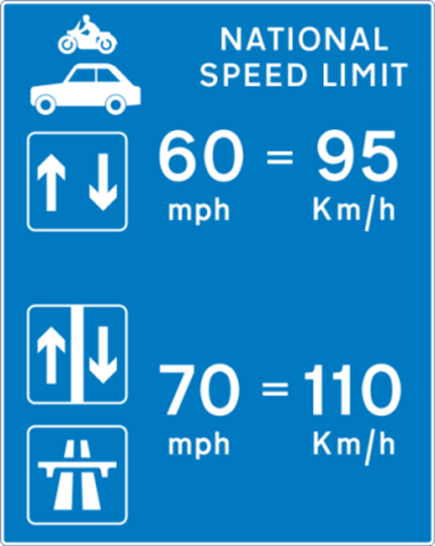
Problémy s fyzikálními jednotkami - dopravní značka ve Velké Británii. Převzato z.

Fyzikální veličiny se udávají jako součin číselné hodnoty a fyzikální jednotky. Pokud je potřeba převést veličinu na jinou fyzikální jednotku (určenou k měření stejné veličiny), která je násobkem jednotky původní, stačí dosadit do tohoto součinu převodní vztah mezi jednotkami a upravit.
Příklad 1: Stůl je vysoký 75 cm. Máme zjistit, jaká je jeho výška v metrech. Řešení: Víme, že 1 m = 100 cm. Tím pádem 1 cm = 0,01 m (což zjistíme vydělením obou stran definiční rovnice stem). Přepočet výšky stolu na metry proběhne takto 75 cm = 75 × 0,01 m = 0,75 m.
Pokud není vztah mezi jednotkami přímou úměrou, je potřeba navíc provádět další úpravy (přičítání konstanty, logaritmování a podobně), které vycházejí z odlišné definice jednotek.
Příklad 2: Dusík má bod varu 77,15 K. Kolik je to stupňů Celsia? Řešení: Převod mezi jednotkami je: {\displaystyle \textstyle t/^{\circ }\mathrm {C} =T/\mathrm {K} -273{,}15}. To znamená, že teplota v Kelvinech je o 273,15 vyšší než stejná teplota udaná ve stupních Celsia. Od 77,15 tedy odečteme uvedenou konstantu a zjistíme, že bod varu dusíku je 77,15 - 273,15 = −196 °C.
Jestliže se jedná o jednotky složené (např. metry za sekundu na kilometry za hodinu), provádí se převod po jednotlivých dílčích jednotkách (zároveň převádíme metry na kilometry a sekundy na hodiny). Lze přitom použít i převod přes třetí soustavu jednotek, pokud neznáme vztahy přímo mezi jednotkami, které převádíme.
Příklad 3: 463 stop (ft) za minutu (min) je třeba převést na námořní uzly (kn). Víme, že 1 ft = 0,3048 m, 1 min = 60 s, 1 kn = 1 námořní míle (NM) / hodinu (h), 1 NM = 1852 m, 1 h = 3600 s.
{\displaystyle 463\,{\frac {\mathrm {ft} }{\mathrm {min} }}=463\,{\frac {\mathrm {ft} }{\mathrm {min} }}\cdot {\frac {0{,}3048\,\mathrm {m} }{1\,\mathrm {ft} }}\cdot {\frac {1\,\mathrm {min} }{60\,\mathrm {s} }}\cdot {\frac {1\,\mathrm {NM} }{1852\,\mathrm {m} }}\cdot {\frac {3600\,\mathrm {s} }{1\,\mathrm {h} }}=4{,}572\,{\frac {\mathrm {NM} }{\mathrm {h} }}=4{,}572\,\mathrm {kn} }
463 stop za minutu jsme v prvním kroku výpočtu vynásobili jedničkami vyjádřenými z definičních rovnic jednotek (například vydělením rovnice 1 ft = 0,3048 m výrazem 1 ft zjistíme, že 1 = 0,3048 m / 1 ft). Zvolili jsme tyto jedničky tak, aby se ve druhém kroku nepotřebné jednotky vykrátily, číselné hodnoty vynásobily a vydělily a zůstal nám výsledek v požadovaných jednotkách.

## Příklady nesprávných převodů fyzikálních jednotek
Před každým výpočtem je nutné si ujasnit/ověřit/kontrolovat fyzikální jednotky. Není možné sčítat např. pascal a megapascal atp. Tento známý fakt se žáci učí již na základní škole. Pořekadlo "2x měř a 1x řež" platí i u fyzikálních jednotek.

### Havárie americké kosmické sondy Mars Climate Orbiter
Sonda Mars Climate Orbiter (MCO) odstartovala na cestu k Marsu 11. prosince 1998. MCO měla zkoumat počasí, pátrat po vodě, oxidu uhličitém aj. Při finálním manévru se však MCO nedostala na oběžnou dráhu Marsu a v jeho atmosféře shořela. Havárie (spojená s velkou finanční ztrátou) se začala vyšetřovat. Zjistilo se, že řídící systém sondy (navrhla firma Lockheed Martin) pracoval s librami namísto kilogramy, které NASA požadovala. MCO měla být při zahájení manévru zhruba 220 kilometrů od povrchu, ale místo toho směřovala do výšky 57 kilometrů od povrchu (způsobeno výpočtem se špatnými jednotkami). Planeta Mars má sice řídkou atmosféru, ale pokud do ní vstoupí těleso rychlostí několika kilometrů za sekundu, začne jej silně ohřívat. Finanční a vědecké ztráty byly vysoké.